# L'eredità della laguna
L'eredità della laguna è un film del 1914 diretto da Enrico Novelli.